# Adrian Noble
Adrian Keith Noble, né à Chichester, Sussex, le 19 juillet 1950, est un metteur en scène britannique. Il a été directeur artistique et administrateur général de la Royal Shakespeare Company de 1990 à 2002.
Après des études à l'Université de Bristol, Adrian Noble débute au London Drama Centre avant de rejoindre le Bristol Old Vic en 1976 comme metteur en scène en résidence, puis le Royal Exchange Theatre de Manchester en 1980-1981. Il entre ensuite à la Royal Shakespeare Company. En 1988, on lui confie la direction de la saison de Stratford-upon-Avon puis, en 1989, celle de Londres. Il démissionne de son poste en 2002 à la suite de ses plans controversés de réorganisation de la RSC, incluant l'abandon de la résidence au Barbican Centre de Londres et la démolition du Royal Shakespeare Theatre de Stratford.
Adrian Noble a également mis en scène des opéras et réalisé deux films, une adaptation cinématographique de son Songe d'une nuit d'été de 1995-1996 et Wedlock. Il a reçu plus de vingt nominations aux Olivier Awards tout au long de sa carrière.
Adrian Noble a épousé la comédienne Joanne Pearce en 1991 ; ils ont deux enfants.